# Кукульняк Василь Дмитрович
Кукульняк Василь Дмитрович (нар. 06.09.1938, с. Шубранець, нині Заставнівського району Чернівецької області (Україна) — український дитячий письменник, будівельник.

## Біографія
Народився 6 вересня 1938 року в селі Шубранець, нині Заставнівського району Чернівецької області. З 15 років працював у колгоспі, у теслярному цеху по виготовленню возів, вікон, дверей. Служив у Радянській Армії у морському порту «Совгавань», командиром взводу однієї з військових частин Приморського краю. Після звільнення у запас закінчив Чернівецький будівельний технікум. Працював бригадиром будівельної бригади, виконробом.

## Творчий доробок
Автор книг: «Казки» (1998), «Пригоди Михайлика та песика Ньютика» (1999), «Сумна красуня» (2000), «Друзі-нерозлийвода», «Скарби шубранецької торбинки» (2002), «Жовтоносик» (2004), «Стежками отчого краю», «Про щиглика непосиду» (2005), «Таємниця печери Фаруза» (2009), «Скік, Зік і Мавпочки» (2011), «Шляхом давніх легенд» (2013), «Долина скарбів і небезпек», «Плутанчик» (2015), «Неслухняні малюки» (2016), «Білоніжка» (2018), «Вибрані твори» Том І (2018); п'єси: «До баби Яги в гості» та «Чернівчанка».

## Відзнаки
Почесний громадянин села Шубранець; лауреат літературно-мистецької премії імені Івана Бажанського.